# أغسطس أنسون
أغسطس أنسون (بالإنجليزية: Augustus Anson)‏ هو عسكري وسياسي بريطاني (وحمل سابقاً جنسية المملكة المتحدة لبريطانيا العظمى وأيرلندا)، ولد في 5 مارس 1835 في المملكة المتحدة، وتوفي في 17 نوفمبر 1877 في كان في فرنسا. حزبياً، نشط في الحزب الليبرالي. في الانتخابات العامة في المملكة المتحدة 1859 ‏، انتخب عضو برلمان المملكة المتحدة الـ18 عن دائرة Lichfield ‏ (28 أبريل 1859 – 6 يوليو 1865) وفي الانتخابات العامة في المملكة المتحدة 1865 ‏، انتخب عضو برلمان المملكة المتحدة الـ19 عن دائرة Lichfield ‏ (11 يوليو 1865 – 11 نوفمبر 1868) وفي الانتخابات الفرعية في مجلس العموم البريطاني ‏، انتخب عضو برلمان المملكة المتحدة الـ20 عن دائرة بيودلي ‏ (11 مارس 1869 – 26 يناير 1874).